# Chiesa di Santo Stefano extra moenia
La chiesa di Santo Stefano Extra Moenia o Oltr'Ozeri sorge al di fuori del perimetro murario della città di Pisa, in via Santo Stefano 2.

## Storia e descrizione

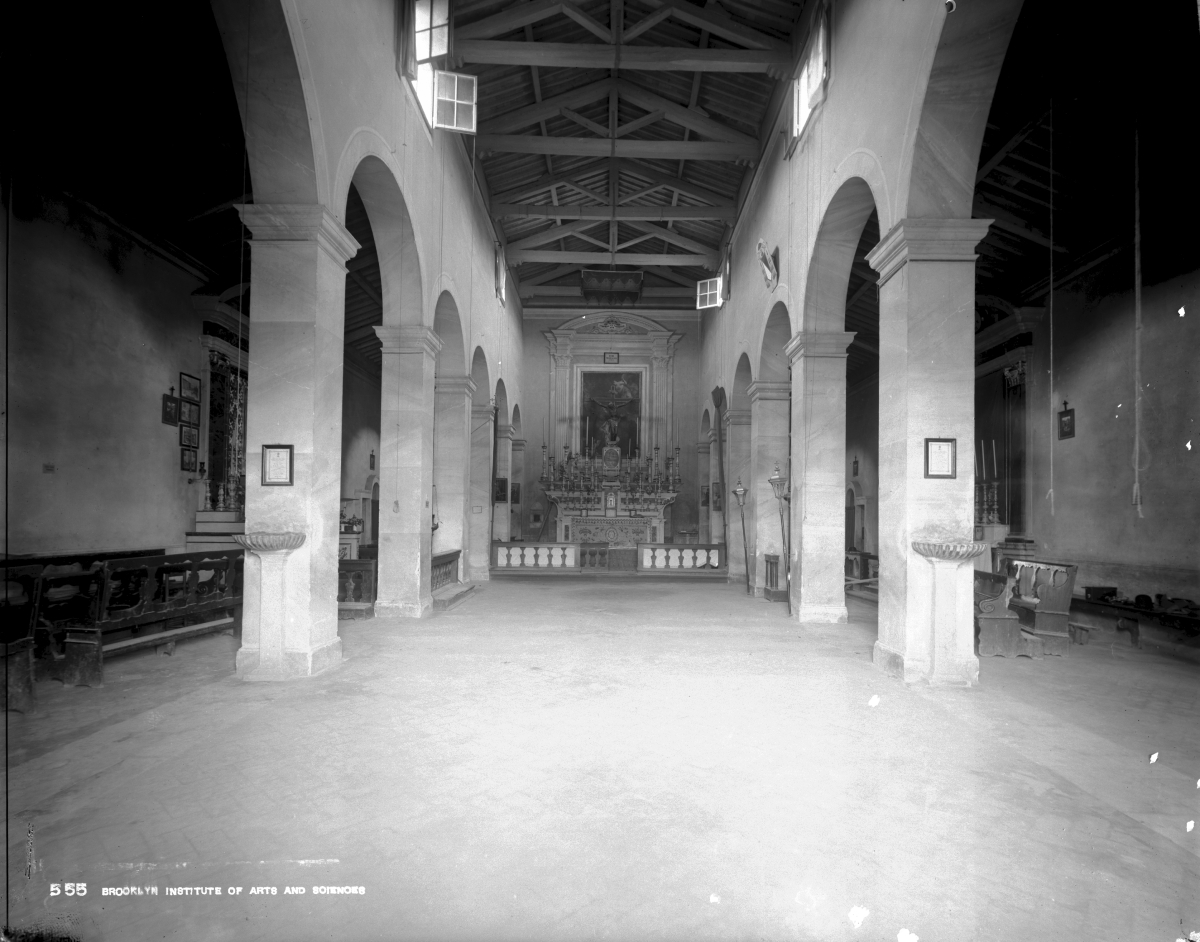
L'interno nel 1895

Gli appellativi sono derivati dalla collocazione della chiesa fuori delle mura urbane del XII secolo, ancora esistenti, o al di là del fiume Auser (il cui ramo nord era appunto chiamato Ozzeri). In passato era anche presente la porta di Santo Stefano, successivamente chiusa, che collegava direttamente la chiesa con la città tramite un ponte sull'Ozzeri.
È documentata dal 1085 con annesso ospedale dedicato a San Lazzaro; fu consacrata nel 1122 e data in uso alle monache Benedettine. La facciata è decorata da archetti e bacini ceramici (copie; gli originali sono al Museo di San Matteo).
Lavori di restauro nel 1792 hanno rivoluzionato l'assetto della chiesa, invertendo l'ingresso sul lato est, dove in precedenza sorgeva l'abside.
L'interno conserva colonne e capitelli romanici zoomorfi, oltre a una preziosa cripta, oggi allagata, e un crocifisso del 1700, di recente restauro.